# Promozione Piemonte-Valle d'Aosta 1977-1978
Nella stagione 1977-1978 la Promozione era il quinto livello del calcio italiano (il massimo livello regionale). Qui vi sono le statistiche relative al campionato in Piemonte e in Valle d'Aosta gestito dal Comitato Regionale Piemonte-Valle d'Aosta.
Il campionato è strutturato in vari gironi all'italiana su base regionale, gestiti dai Comitati Regionali di competenza. Promozioni alla categoria superiore e retrocessioni in quella inferiore non erano sempre omogenee; erano quantificate all'inizio del campionato dal Comitato Regionale secondo le direttive stabilite dalla Lega Nazionale Dilettanti, ma flessibili, in relazione al numero delle società retrocesse dalla Serie D e perciò, a seconda delle varie situazioni regionali, la fine del campionato poteva avere degli spareggi sia di promozione che di retrocessione.

## Girone A

### Squadre partecipanti
| Squadra                    | Città (provincia)             |
| -------------------------- | ----------------------------- |
| A.S. Borgosesia            | Borgosesia (VC)               |
| A.C. Castellettese         | Castelletto sopra Ticino (NO) |
| A.S. Cossatese             | Cossato (VC)                  |
| U.S. Crescentinese         | Crescentino (VC)              |
| F.C. Gattinara             | Gattinara (VC)                |
| A.C. Gozzano               | Gozzano (NO)                  |
| U.S.I. Grignasco           | Grignasco (NO)                |
| U.S. Juventus Domo         | Domodossola (NO)              |
| A.C. Meina                 | Meina (NO)                    |
| Oleggio Sportiva           | Oleggio (NO)                  |
| U.S. Renault Gassino       | Gassino Torinese (TO)         |
| G.S. Seo Borgaro Monterosa | Borgaro Torinese (TO)         |
| A.S. Sunese                | Suno (NO)                     |
| A.C. Trecate               | Trecate (NO)                  |
| S.S. Verbania              | Verbania (NO)                 |
| A.S. Virtus Villadossola   | Villadossola (NO)             |

### Classifica finale
|  | Pos. | Squadra               | Pt  | G   | V   | N   | P   | GF  | GS  | DR  |
|  | ---- | --------------------- | --- | --- | --- | --- | --- | --- | --- | --- |
|  | 1.   | Trecate               | 46  | 30  | 21  | 4   | 5   | 58  | 16  | +42 |
|  | 2.   | Cossatese             | 38  | 30  | 14  | 10  | 6   | 37  | 21  | +16 |
|  | 3.   | Grignasco             | 36  | 30  | 13  | 10  | 7   | 31  | 22  | +9  |
|  | 4.   | Gozzano               | 35  | 30  | 13  | 9   | 8   | 45  | 33  | +12 |
|  | 5.   | Castellettese         | 35  | 30  | 11  | 13  | 6   | 44  | 37  | +7  |
|  | 6.   | Crescentinese         | 34  | 30  | 11  | 12  | 7   | 34  | 30  | +4  |
|  | 7.   | Virtus Villadossola   | 34  | 30  | 15  | 4   | 11  | 42  | 30  | +12 |
|  | 8.   | Juventus Domo         | 33  | 30  | 13  | 7   | 10  | 43  | 36  | +7  |
|  | 9.   | Seo Borgaro Monterosa | 32  | 30  | 9   | 14  | 7   | 28  | 22  | +6  |
|  | 10.  | Borgosesia            | 31  | 30  | 12  | 7   | 11  | 38  | 36  | +2  |
|  | 11.  | Verbania              | 29  | 30  | 9   | 11  | 10  | 32  | 31  | +1  |
|  | 12.  | Meina                 | 25  | 30  | 5   | 15  | 10  | 25  | 33  | -8  |
|  | 13.  | Renault Gassino       | 24  | 30  | 6   | 12  | 12  | 23  | 39  | -16 |
|  | 14.  | Oleggio               | 22  | 30  | 6   | 10  | 14  | 34  | 41  | -7  |
|  | 15.  | Sunese                | 20  | 30  | 6   | 8   | 16  | 21  | 47  | -26 |
|  | 16.  | Gattinara             | 6   | 30  | 1   | 4   | 25  | 21  | 82  | -61 |
|  |      |                       | 480 | 480 | 165 | 150 | 165 | 556 | 556 | 0   |

Legenda:
      Promosso in Serie D 1978-1979.
  Retrocesso e in seguito riammesso.
      Retrocesso in Prima Categoria.
Regolamento:
Due punti a vittoria, uno a pareggio, zero a sconfitta.
Pari merito in caso di pari punti.
Differenza reti generale per stabilire le retrocessioni in caso di pari punti.

## Girone B

### Squadre partecipanti
| Squadra                      | Città (provincia)  |
| ---------------------------- | ------------------ |
| Acqui U.S.                   | Acqui Terme (AL)   |
| U.S. Alpignano               | Alpignano (TO)     |
| U.S. Balangero               | Balangero (TO)     |
| A.C. Bra                     | Bra (CN)           |
| A.S. Canelli                 | Canelli (AT)       |
| A.S. Carassonese             | Mondovì (CN)       |
| U.S. Castellamonte           | Castellamonte (TO) |
| A.S. Cenisia                 | Torino             |
| U.S. Cheraschese             | Cherasco (CN)      |
| U.S. Fossanese               | Fossano (CN)       |
| A.C. La Bollente             | Acqui Terme (AL)   |
| G.S. Pertusa                 | Torino             |
| F.C. Pinerolo                | Pinerolo (TO)      |
| U.S. Saviglianese            | Savigliano (CN)    |
| U.S. Torretta Santa Caterina | Asti               |
| G.S. Valerio Bacigalupo      | Torino             |

### Classifica finale
|  | Pos. | Squadra                 | Pt  | G   | V   | N   | P   | GF  | GS  | DR  |
|  | ---- | ----------------------- | --- | --- | --- | --- | --- | --- | --- | --- |
|  | 1.   | Torretta Santa Caterina | 50  | 30  | 22  | 6   | 2   | 71  | 17  | +54 |
|  | 2.   | Acqui                   | 40  | 30  | 17  | 6   | 7   | 37  | 26  | +11 |
|  | 3.   | Fossanese               | 35  | 30  | 12  | 11  | 7   | 48  | 36  | +12 |
|  | 4.   | Alpignano               | 34  | 30  | 13  | 8   | 9   | 47  | 38  | +9  |
|  | 5.   | Valerio Bacigalupo      | 33  | 30  | 11  | 11  | 8   | 29  | 29  | 0   |
|  | 6.   | Balangero               | 32  | 30  | 13  | 6   | 11  | 33  | 35  | -2  |
|  | 7.   | La Bollente             | 31  | 30  | 10  | 11  | 9   | 41  | 37  | +4  |
|  | 8.   | Castellamonte           | 31  | 30  | 9   | 13  | 8   | 28  | 31  | -3  |
|  | 9.   | Carassonese             | 28  | 30  | 9   | 10  | 11  | 32  | 45  | -13 |
|  | 10.  | Saviglianese            | 28  | 30  | 8   | 12  | 10  | 25  | 39  | -14 |
|  | 11.  | Pinerolo                | 27  | 30  | 8   | 11  | 11  | 28  | 36  | -8  |
|  | 12.  | Canelli                 | 26  | 30  | 10  | 6   | 14  | 33  | 47  | -14 |
|  | 13.  | Pertusa                 | 24  | 30  | 9   | 6   | 15  | 42  | 42  | 0   |
|  | 14.  | Cheraschese             | 24  | 30  | 7   | 10  | 13  | 24  | 34  | -10 |
|  | 15.  | Bra                     | 21  | 30  | 6   | 9   | 15  | 28  | 25  | +3  |
|  | 16.  | Cenisia                 | 16  | 30  | 4   | 8   | 18  | 18  | 47  | -29 |
|  |      |                         | 480 | 480 | 168 | 144 | 168 | 564 | 564 | 0   |

Legenda:
      Promosso in Serie D 1978-1979.
  Retrocesso e in seguito riammesso.
      Retrocesso in Prima Categoria.
Regolamento:
Due punti a vittoria, uno a pareggio, zero a sconfitta.
Pari merito in caso di pari punti.
Differenza reti generale per stabilire le retrocessioni in caso di pari punti.
Note:
La Bollente e Canelli rinunciarono a disputare la stagione successiva.